# A2005 road
Die A2005 war eine Class-I-Straße, die 1922 in Canterbury als Durchgangsstraße durch das Stadtzentrum festgelegt wurde. Sie verlief in gerader Flucht der A28, welche parallel zu ihr das Zentrum südlich und östlich umlief, da der Durchgangsverkehr diesen Weg nahmen. Sie war dabei durch die A2 zweigeteilt. Heute ist die A2005 unklassifiziert und teilweise Fußgängerzone.